# Vicente Sanfuentes (político)
Vicente Ramón Sanfuentes Torres (Santiago, 21 de enero de 1825-Santiago, 2 de abril de 1894) fue un abogado y político chileno.

## Vida
Hijo de Salvador Sanfuentes Urtetegui y de María Mercedes Torres Velasco, y hermano de Salvador Sanfuentes. Estudió en el Instituto Nacional, y estudió Derecho en la Universidad de Chile, jurando como abogado el 23 de agosto de 1847. 
Contrajo matrimonio con Elisa Moreno, y tuvieron descendencia. 
Ejerció como abogado y fue oficial 1º de Secretaría en la Intendencia de Valdivia. Fue militante del Partido Liberal, llegando a desempeñarse como diputado por Valdivia (1849-1852) y La Unión (1867-1870) –en este periodo adquirió notoriedad por la acusación constitucional que presentó contra la Corte Suprema en 1868– y, además, fue senador por Valdivia (1882-1888; 1888-1894) y  Chiloé (1894-1896).